# Rymättylä

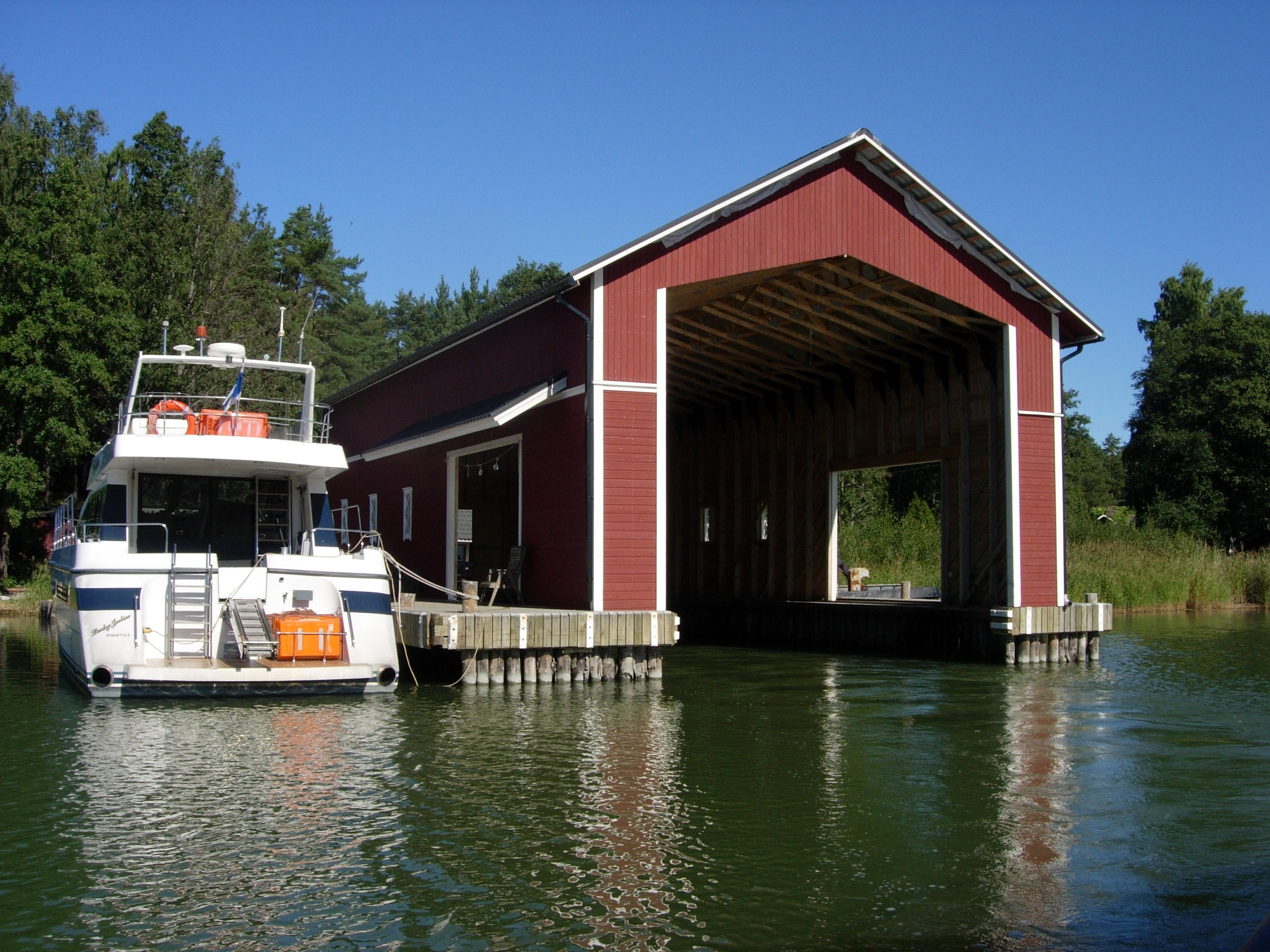

Rymättylä (Rimito en suédois) est une ancienne municipalité du sud-ouest de la Finlande, dans la région de Finlande du Sud-Ouest.
Elle a fusionné le 1er janvier 2009 avec la ville de Naantali

## Histoire
La paroisse fut fondée à la fin du XIVe siècle.
La petite église médiévale de Rymättylä, très bien conservée, est une des attractions de la commune.

## Géographie
L'ancienne municipalité comprend 400 îles de l'archipel de Turku.
Plus de 90 % de la population réside néanmoins sur l'île principale, Otava, reliée au continent par deux ponts.
On trouve sur la commune 66 villages, pour beaucoup d'anciens villages de pêcheurs dont la population ne dépasse pas quelques dizaines de personnes.
Certains deviennent depuis la construction du premier pont des lointaines banlieues de Turku, la capitale provinciale se situant à seulement 32 km du centre administratif.

## Économie
La pêche a perdu son importance centrale dans l'économie, mais on trouve toujours une importante conserverie de harengs et le centre de la tradition du hareng Dikseli.